# Pithecellobium bertolonii
Pithecellobium bertolonii är en ärtväxtart som beskrevs av George Bentham. Pithecellobium bertolonii ingår i släktet Pithecellobium och familjen ärtväxter. Inga underarter finns listade i Catalogue of Life.